# Torcuato Fernández-Miranda
Torcuato Fernández Miranda Hevia, I duque de Fernández-Miranda  (Gijón, 10 de novembro de 1915 — Londres, 19 de junho de 1980) foi um político da Espanha. Ocupou o lugar de presidente do governo de Espanha de 1973 a 1974, na sequência do assassinato de Luis Carrero Blanco por parte da ETA.
É considerado como estratega do processo de Transição para a democracia em Espanha.